# Joseph Merszei
Joseph Rosa Merszei (* 6. April 1974 in Hongkong) ist ein macauischer Automobilrennfahrer.

## Karriere
Merszei trat zwischen 1991 und 1996 in asiatischen Tourenwagen-Rennserien an. Anschließend nahm er von 1999 bis 2007 am Macau Grand Prix, einem Formel-3-Rennen, teil. Seine beste Platzierung erreichte er 2001 mit einem zwölften Platz. Darüber hinaus nahm er 2005 an zwei Rennen der asiatischen Formel-3-Meisterschaft sowie 2007 und 2009 an je zwei Rennen der asiatischen Formel Renault Challenge teil.
2009 debütierte er für Engstler Motorsport in der Tourenwagen-Weltmeisterschaft (WTCC) und nahm von 2009 bis 2011 jährlich an der macauischen Veranstaltung auf dem Guia Circuit in einem BMW 320si teil.

## Karrierestationen
| - 2005: Asiatische Formel 3 (Platz 15) - 2007: Asiatische Formel Renault Challenge | - 2009: Asiatische Formel Renault Challenge (Platz 23) - 2009: WTCC | - 2010: WTCC - 2011: WTCC |